# Sint-Martens-Latem
Sint-Martens-Latem è un comune belga situato nella regione fiamminga.